# Kenhardt

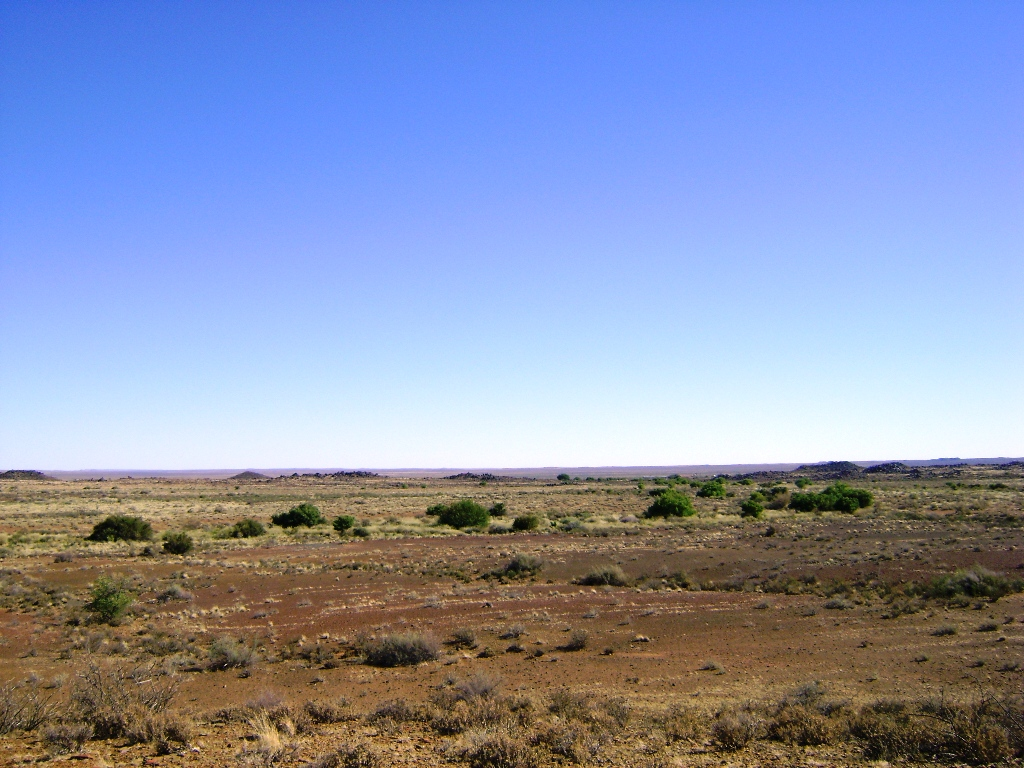
Een boerderij in de omgeving van Kenhardt

Kenhardt is een dorp gelegen in de gemeente !Kai! Garib in de regio Karoo in de Zuid-Afrikaanse provincie Noord-Kaap. Het ligt ongeveer 120 km van Upington en nabij de Rooibergdam. De belangrijkste economische activiteit is het gebied is het houden van merino- en karakoelschapen. Ook wordt er tarwe verbouwd. Het dorp is een belangrijk kruispunt van wegen; negen verschillende wegen komen in het dorp bij elkaar. De Sishen-Saldanha Spoorlijn gaat langs het dorp. 

## Geschiedenis
Op 27 december 1868 werd een speciale magistraat Maximillian Jackson met een vijftig bereden politiemannen naar Kenhardt gestuurd met de opdracht op te treden tegen de Griekwa. De Griekwa antikoloniale weerstand was uitgelopen op een openlijk conflict. Jackson arriveerde in Kenhardt en zette een kamp op onder een reusachtige kameeldoornboom. Al snel vestigden zich nieuwe nederzetters bij de politiemacht onder de kameeldoornboom en in 1876 is de nederzetting een dorp geworden. De Nederduits-Gereformeerde gemeente is in 1899 gesticht. In 1909 werd Kenhardt erkend als gemeente. Kenhardt is voor lange tijd de meest afgelegen nederzetting geweest in de noordwestelijke Kaap. 
De Hartbeestrivier, met zijn vele zoete doornbomen, levert een groene strook op en het omliggende gebied wordt bevloeid met water van de Rooibergdam. Kenhardt is een beroemd centrum van de dorper-schapenhouderij. De kameeldoornboom waaronder de speciale magistraat zijn tenten had opgeslagen bestaat nog steeds en is tot nationaal monument verklaard.

## Geografie
Het gebied bevat weinig vegetatie, voornamelijk erg lage bosjes en geel gras tussen een rotsachtig woestijnlandschap. Wanneer je reist van Kenhardt naar Brandvlei ga je door uitgestrekt landschap met 'ledigheid' voor de volgende meer dan 200 km. Tijdens het seizoen verzamelen zich veel vogels in de zoutpannen, wanneer deze water bevatten na een enige regenval. Temperaturen boven de 40°C zijn niet ongewoon. 

## Bekende inwoners
- Abie Malan, (18 november 1935), Springbokkapitein.

## Bezienswaardigheden
- Reusachtige Kameldoornboom

Deze boom is ongeveer 500–600 jaar oud. Het is onder deze boom dat magistraat Jackson zijn kamp opzette in 1868.
- Oude bibliotheek

De oude bibliotheek werd gebouwd in 1897 en was in gebruik tot 1977. In 1978 werd het tot nationaal monument verklaard, momenteel is het in gebruik als kantoor door Sanlam.
- Kokerboomwoud

Gelegen ongeveer 8 km zuidelijk van Kenhardt op de hoofdweg naar Kaapstad. Sommige van deze bomen hebben speciaal gevormde wever vogelnesten. Het woud bestaat bij benadering uit 4.000 tot 5.000 kokerbomen.
- Verneukpan

Een uitgestrekte droge zoutpan waarin in 1929 Sir Malcolm Campbell in zijn Bluebird 1 het land-snelheidsrecord probeerde te verbeteren.
- Wandelroute

Een wandelroute waar de overblijfsels van de Tweede Boerenoorlog kunnen worden bezichtigd en het bijzonder mooie landschap kan worden ervaren.